# Renato Archer
Renato Bayma Archer de Silva, más conocido como Renato Archer (São Luís, 10 de julio de 1922-São Paulo, 20 de junio de 1996), fue un militar, científico, diplomático y político brasileño. Ocupó altos cargos en Ministerio de las Relaciones Exteriores de Brasil. Más tarde, fue ministro de Sanidad y Seguridad Social y fue el primer ministro de Ciencia y Tecnología de la historia de Brasil.

## Biografía
Hijo de Sebastião Archer de Silva y de Maria José Bayma Archer de Silva, ingresó en la Marina en 1941 y allá permaneció por veinte años hasta pasar a la reserva como capitán de fragata. Paralelamente a la carrera militar, siguió también la vía política y se estrenó en la vida pública como oficial de gabinete de su padre, en 1947, cuando este gobernaba el estado del Maranhão, permaneciendo Renato Archer en esa condición hasta el año siguiente.

## Trayectoria
Electo vicegobernador del estado del Maranhão por el PSD en 1950, como compañero de candidatura de Eugênio Barros, y diputado federal en 1954, 1958 y 1962, fue ministro interino de Relaciones Exteriores durante el gabinete parlamentarista de Tancredo Neves.
Victoriosos los militares en la caída de João Goulart en 1964, Archer disputó el gobierno del Maranhão por el Partido Laborista Brasileño (PTB) en 1965, y quedó en tercer lugar en un pleito vencido por José Sarney, de la UDN. Extintos los partidos políticos, ingresó en el Movimiento Democrático Brasileño (MDB) y presidió el directorio regional en un trabajo que le valió ser reelegido diputado federal en 1966, dividiendo su acción parlamentaria con el cargo de secretario general del Frente Amplio, coalición política que congregaba a todas las figuras de la oposición moderada al gobierno militar. La Dictadura militar le retiró los derechos políticos el 30 de diciembre de 1968, con base en las disposiciones del AI-5.
Acabado el castigo, Renato Archer fundó el Partido del Movimiento Democrático Brasileño (PMDB) y fue candidato a gobernador de su estado por segunda vez, en 1982, cosechando una nueva derrota, ahora ante la abrumadora victoria del candidato del Partido Democrático Social (PDS), Luís Roca. Partidario de la candidatura presidencial de Tancredo Neves durante la sucesión de João Figueiredo, Archer se aproximó a José Sarney, su rival histórico, entonces candidato a vicepresidente. Nombrado ministro de Ciencia y Tecnología por el político minero, fue mantenido en el cargo después de la caída de Sarney, permaneciendo en el cargo desde el 15 de marzo de 1985 al 22 de octubre de 1987, cuando fue sustituido por el catarinense Luiz Henrique da Silveira. En el gobierno de Itamar Franco ocupó Archer la presidencia de la compañía Embratel.

## Reconocimientos
En Campinas está ubicado el Centro de Tecnología de la Información Renato Archer (CTI), que fue bautizado en su homenaje.

## Fuente de investigación
- ALMANAQUE Abril de 1986. 12.ª edición. São Paulo, abril, 1986.